# Best Day of My Life
"Best Day of My Life" é uma canção da banda de indie rock americana American Authors, escrita por Zac Barnett, Dave Rublin, Matt Sanchez, James Adam Shelley, Aaron Accetta e Shep Goodman (esses dois últimos sendo co-escritores e também produtores da faixa). A música originalmente foi gravada e lançada como single pelas gravadoras Mercury Records e Island Records em 19 de março de 2013. Mais tarde, a canção foi adicionada como a segunda faixa do terceiro extended play lançado pela banda (o EP possui o nome de American Authors) e pelo primeiro álbum de estúdio da banda (Oh, What a Life).

## Capa do single
A capa do single possui como o plano de fundo uma foto do skyline de Midtown Manhattan, com o Empire State Building ao centro da figura, olhando pelo lado norte do Brooklyn. A imagem é sobrescrita pelo logo "American Authors" e o nome da banda, com o nome da faixa escrito abaixo deles.

## Recepção

### Críticas
Bill Lamb, do site about.com, deu a canção quatro das cinco possíveis estrelas justificando que a canção possui letra "incontrolavelmente otimistas" e é "uma mistura de elementos-chave de toda uma vasta gama do que faz sucesso na música pop atual". No entanto, "tudo parece um pouco demasiado perfeito. Eles sentem-se habilmente embalados a apelar para o mercado de licenciamento de comerciais, programas de TV, música e competições. Seria bom ouvir American Authors deixar algumas bordas irregulares a mostra." 

### Comercial
A canção começou a receber airplay significativo no rádio para que ele estrear em #49 na Hot Rock Songs e em #40 no Adult Top 40 para os gráficos de 5 de Outubro de 2013. Começou a subir em várias paradas de rock e se tornou um sucesso em ambos airplays: alternativos e Top 40. Debutou em #93 na Billboard Hot 100 na parada datada de 30 de novembro de 2013 e teve pico de #11 nas semanas de 11 de abril e 10 de maio de 2014. Em março de 2014, obteve o topo na parada Adult Top 40. A canção vendeu mais de um milhão de cópias nos Estados Unidos até Março de 2014.
A canção debutou na Canadian Hot 100 em #64 no mês de dezembro de 2013, e picou #10 em abril de 2014.

## Uso na mídia
Na mídia, a canção apareceu em comerciais para a marca Lowe's nos Estados Unidos, que passou durante o Superbowl, pela montadora de automóveis Hyundai no Reino Unido e França, além de ser usado em comerciais da marca Telecom New Zealand na Nova Zelândia.  A música também foi usada na abertura da cobertura da 2013 World Series of Poker exibido pela ESPN nos EUA e no trailer do filme de 2013 "Delivery Man". A série musical Glee fez uma performance da música no episódio "New New York". Fez aparições em The Vampire Diaries e a NBC utilizou a faixa como tema para os playoffs da Copa Stanley de 2014. Também esteve como trilha sonora do novo de futebol Pro Evolution Soccer 2015. No Brasil, a canção foi usada como trilha sonora da novela Alto Astral da tvglobo.

## Vídeo musical
O vídeo da canção foi lançado em 18 de outubro de 2013 pelo YouTube.
Ele foi filmado no distrito de Brooklyn, em Nova Iorque, e descreve um homem se envolvendo em várias atividades com um grande monstro peludo: como beber em um bar, jogar basquete, olhar para a ponte do Brooklyn, fazer tatuagens, visitar um clube de strip e ir para um parque infantil. No final do vídeo, é revelado que o monstro é um amigo imaginário e o bartender encontra uma foto dos dois.

## Faixas
| Digital download |                       |         |  |
| N.º              | Título                | Duração |  |
| 1.               | "Best Day of My Life" | 3:14    |  |

## Pessoal
Adaptado dos créditos de produção do álbum Oh, What a Life.
| American Authors - Zac Barnett - cantor, guitarrista - James Adam Shelley - guitarrista, banjo - Dave Rublin - baixo - Matt Sanchez - bateria | Produtores - Aaron Accetta - Shep Goodman |

## Paradas e certificações
| Parada (2013–14)                              | Pico |
| --------------------------------------------- | ---- |
| Austrália (ARIA)                              | 10   |
| Bélgica (Ultratip Bubbling Under de Flandres) | 19   |
| Canadá (Canadian Hot 100)                     | 5    |
| República Checa (Rádio Top 100)               | 21   |
| Irlanda (IRMA)                                | 28   |
| Países Baixos (Single Top 100)                | 72   |
| México Mexico Ingles Airplay (Billboard)      | 1    |
| Nova Zelândia (Recorded Music NZ)             | 13   |
| Polónia (Polish Airplay Top 100)              | 8    |
| Escócia (Scottish Singles Chart)              | 15   |
| Eslováquia (Rádio Top 100)                    | 46   |
| Suécia (Sverigetopplistan)                    | 23   |
| Reino Unido (UK Singles Chart)                | 17   |
| Estados Unidos Billboard Hot 100              | 11   |
| Estados Unidos Adult Contemporary (Billboard) | 9    |
| Estados Unidos Adult Pop Songs (Billboard)    | 1    |
| Estados Unidos Alternative Songs (Billboard)  | 18   |
| Estados Unidos Hot Rock Songs (Billboard)     | 3    |
| Estados Unidos Mainstream Top 40 (Billboard)  | 6    |

| Região                | Certificação |
| --------------------- | ------------ |
| Austrália (ARIA)      | Platina      |
| Canadá (Music Canada) | Platina      |
| Estados Unidos (RIAA) | Platina      |

## Histórico de lançamento
| País           | Data           | Formato          | Gravadora       |
| -------------- | -------------- | ---------------- | --------------- |
| Estados Unidos | Março 19, 2013 | Download digital | Mercury Records |

| País        | Data              | Formato de rádio | Gravadora       |
| ----------- | ----------------- | ---------------- | --------------- |
| Reino Unido | Novembro 18, 2013 | Modern rock      | Mercury Records |

## Versão de Luan Santana
"Best Day of My Life" foi regravada pelo cantor brasileiro Luan Santana e lançada em 14 de outubro de 2016 para promover a campanha "Make The Future" com objetivo de conscientizar a população sobre mudanças climáticas. Em sua versão, há mais batidas pop, em comparação à original. Foi produzida pelo americano Steve Aoki, que já trabalhou com artistas de peso como Iggy Azalea e Linkin Park. O cantor ainda lançou sua versão em português no mesmo dia como single promocional, intitulada "Dia Certo Pra Acreditar".